# Antonio Romero Ortiz
Antonio Romero Ortiz (Santiago di Compostela, 24 marzo 1822 – Santiago di Compostela, 18 gennaio 1884) è stato un politico spagnolo avvocato liberale repubblicano fece parte del Governo provvisorio del 1869 come Ministro d'Oltremare.

## Biografia
Antonio Romero Ortiz, avvocato,  era figlio del notaio Domingo Manuel Romero e di Rita Garcia Mariňo. Cresciuto in un ambiente di tendenza liberale fin da giovane, di temperamento romantico e idealista,  prese parte alla prima guerra carlista e nel 1848, a sedici anni, subì anche il carcere. Da studente fece parte dell'Accademia letteraria della sua città. A soli 17 anni fondò con José Rúa Figuero il giornaletto satirico di letteratura e costume Santiago y a ellos che fu presto messo all'Indice dalle autorità locali. Più tardi, insieme a Rúa Figueroa e Antolín Faraldo Asorey, fu l'editore della rivista  El Porvenir diretta dallo stesso Faraldo. Fondò poi La Peninsula, il giornale del partito dell'Unione Liberale.
Politicamente impegnato in campo liberale progressista fu Governatore civile di Oviedo e di Toledo nel 1857.

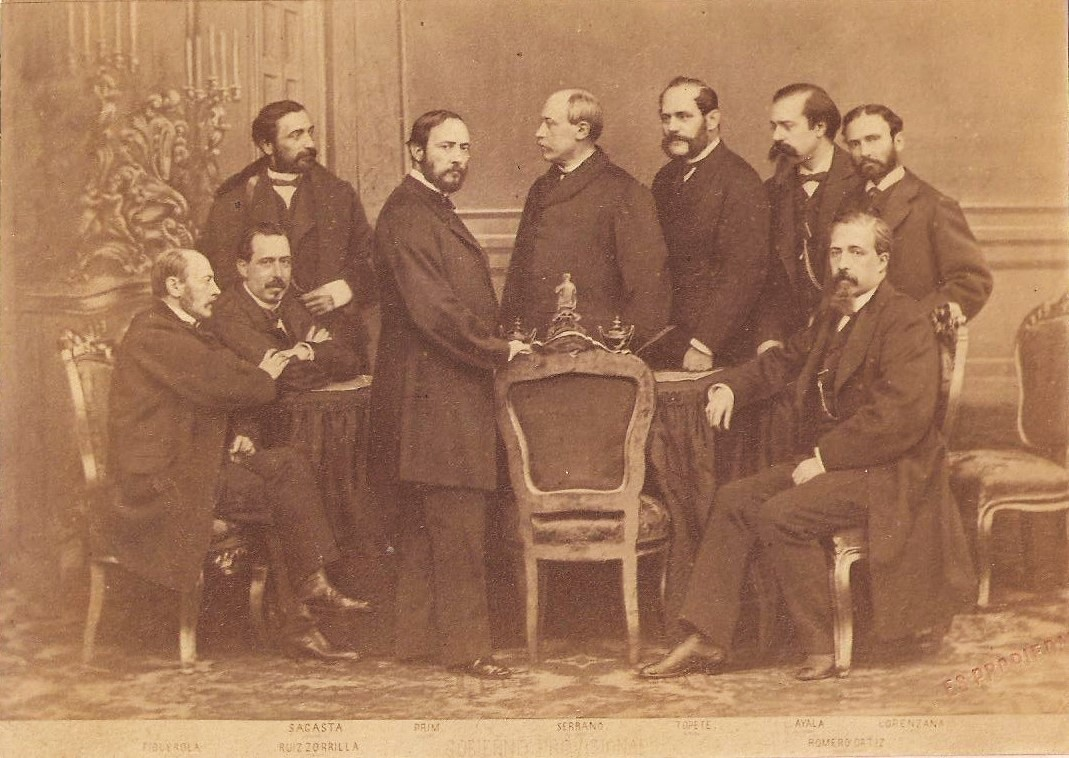
Governo Provvisorio, 1869. Da sinistra a destra: Figuerola, Zorrilla, Sagasta, Prim, Serrano, Topete, López Ayala, Lorenzana e Romero Ortiz (foto di J. Laurent)

Fece parte del Governo Provvisorio del 1869 presieduto da Francisco Serrano e in qualità di Ministro di Grazia e Giustizia decretò l'abolizione dell'Ordine dei Gesuiti. Il 26 marzo 1869 si dimise per motivi di salute e si ritirò dalla politica attiva fino all'avvento della Prima repubblica spagnola. 
Nel 1874 ricoprì la carica di Ministro d'Oltremare nel Gabinetto di Zabala prima e poi di Sagasta, dimettendosi quando Alfonso XII fu preferito ad Antonio d'Orléans, Duca di Montpensier candidato al trono di Spagna dell'Unione liberale, con cui Romero Ortiz era in stretta corrispondenza.
Nel 1881 entrò nella Reale Accademia di Storia. Appassionato collezionista di documenti, monete e oggetti antichi, fondò nel 1870 nella sua stessa abitazione di Madrid in calle Serrano 22, il ricco museo Romero Ortiz recensito nel 1880 da Fernandez de los Rios sulla Ilustracion. Dopo la morte del suo fondatore il museo subì varie vicissitudini e gravi perdite durante la Guerra civile spagnola trovandosi all'epoca la ricca collezione a Toledo.
Massone, fu Sovrano grande ispettore generale, 33° e massimo grado del Rito scozzese antico ed accettato e dal 1882 al 1884 fu Sovrano Gran Commendatore del Supremo Consiglio per la Spagna. 
Morì il 18 gennaio 1884, a 61 anni d'età, nella sua città natale di Santiago di Compostela in Galizia.